# Pałac dla Putina
Pałac dla Putina (ros. Дворец для Путина. История самой большой взятки, polska transkrypcja Dworiec dlja Putina. Istorija samoj bolszoj wzjatki, ang. Putin’s palace. History of world’s largest bribe, pol. Pałac dla Putina. Historia największej łapówki) – śledczy film dokumentalny o Władimirze Putinie i „największej kradzieży w historii Rosji”, czyli o finansowaniu budowy Rezydencji na przylądku Idokopas nad Morzem Czarnym. Z filmu wynika, że jest to najdroższa rezydencja na świecie o wartości 100 miliardów rubli (około 5 miliardów złotych), zajmuje obszar 7800 hektarów (78 km²; jest zatem 39 razy większa od Księstwa Monako), przypomina państwo w państwie i należy tak naprawdę do Putina, a jej budowa sfinansowana została pokątnie z pieniędzy należących do skarbu państwa.
W filmie Putin jest porównywany na kilku fotomontażach (w tym w miniaturze) do Ludwika XIV. Również muzyka dobrana została zgodnie z tą stylistyką, są to utwory barokowe na instrumentach z epoki.
Film ukazał się z angielskimi napisami na kanale Aleksieja Nawalnego na YouTubie 19 stycznia 2021, dzień po jego powrocie do Rosji i aresztowaniu go podczas przekraczania granicy na lotnisku Szeremietiewo. Już po pół godzinie od wstawienia film miał pół miliona odsłon, po jednym dniu – ponad 25 milionów (stan z 20 stycznia 2021), ponad 45 milionów (stan z 20 stycznia 2021 po południu), ponad 100 milionów razy (stan 28 stycznia 2021 roku).
24 stycznia 2021 roku o godzinie 23:30 dokument z polskim tłumaczeniem (lektor) wyemitowała stacja TVP Info.

## Treść filmu
Film jest podzielony na YouTubie na dwadzieścia siedem rozdziałów. Wykorzystano w nim kilka zdjęć wnętrz pałacu zrobionych po kryjomu przez pracowników, co uzupełnia to animacja komputerowa.
1. Rozdział: „Początek”. Napisy na planszach mówią o tym, że Władimir Putin kazał w sierpniu 2020 roku otruć Nawalnego, ten jednak przeżył i natychmiast po powrocie do Rosji został aresztowany na lotnisku i wbrew prawu osadzony w więzieniu Matrosskaja-Tiszyna.
2. Rozdział: „Putin w Dreźnie”. Siedząc na ławce w Dreźnie, Nawalny wyjaśnia genezę powstania filmu. Sam pomysł zrodził się podczas hospitalizacji Nawalnego na oddziale intensywnej terapii w berlińskim szpitalu. Wszyscy współpracownicy uznali jednak zgodnie, że obraz należy opublikować dopiero po powrocie polityka do Rosji, aby uniknąć podejrzeń, że się boją Putina. „Ten film to nie tylko research, ale w pewnym sensie także portret psychologiczny. Bo naprawdę chcę zrozumieć, jak zwykły oficer sowiecki mógł się przeistoczyć w szaleńca opanowanego żądzą pieniądza i luksusów i gotowego zabijać i niszczyć kraj w imię swojej skrzyni ze złotem.” Film pokazuje, jak i z czyjej kieszeni płyną pieniądze na luksusowe życie Putina oraz to, jak w ostatnich kilkunastu latach zapłacono największą łapówkę i wzniesiono najdroższy pałac świata.
3. Rozdział: „Bale KGB, tańce i pierwsi przyjaciele”. Opowieść o rozpoczętej w 1985 roku karierze Putina jako „zwykłego” oficera KGB w przedstawicielstwie tej służby w ówcześnie leżącym w NRD Dreźnie, a także o balu braterstwa broni z okazji 70. rocznicy Wielkiej Socjalistycznej Rewolucji Październikowej. Na tej fecie z 21 listopada 1987 roku Putin z „kieliszkiem sowieckiego koniaku” bawił się ze swoją ówczesną małżonką Ludmiłą Putiną i otrzymał Odznakę honorową Towarzystwa Przyjaźni Niemiecko-Radzieckiej. Jak wspomniano w filmie, takie odznaczenie jest obecnie (przełom 2020 i 2021 roku) dostępne na internetowych portalach aukcyjnych za 3 euro. Putin ani się w Dreźnie nie wzbogacił, ani też nie zrobił tam wielkiej kariery. Za to poznał ludzi, którzy w przyszłości staną się jego głównymi nielegalnymi sponsorami. Byli wśród nich Siergiej Czemiezow, obecny dyrektor generalny rosyjskiej spółki państwowej Rostech, który 30 lat po pobycie w Dreźnie dorobił się na stanowisku państwowym miliardów oraz Nikołaj Tokariew, dziś prezes przedsiębiorstwa Transnieft. Jak wynika z dokumentów, do których Nawalny dotarł w archiwum Stasi w Dreźnie, obaj urzędnicy pracowali w jednym pokoju, choć w przeciwieństwie do Czemiezowa Tokariew do dziś zaprzecza, jakoby należał kiedykolwiek do KGB.
4. Rozdział: „PETERSBURG”. O powrocie Putina do Rosji i propozycji, jaką otrzymał on ze strony swojego dawnego kolegi Nikołaja Jegorowa, aby podjąć pracę w biurze mera miasta Anatolija Sobczaka, „radykalnego krytyka ZSRR”. Jegorow to jedna z tych osób, które choć mało znane publicznie, należą do najbliższego otoczenia Putina. Dwaj inni podobni koledzy Putina to Ilgam Ragimow i Wiktor Chmarin.
5. Rozdział: „Młody Putin, bandycki Petersburg i pierwsze duże łapówki”. O pracy Putina w urzędzie merostwa. Odpowiadał za udzielanie firmom licencji eksportowych, za które miały one teoretycznie wymieniać ropę naftową, drewno, aluminium, miedź, bawełnę i inne surowce na żywność. Faktycznie jednak licencje przyznawał w zamian za łapówki powiązanym ze swoimi kręgami firmom-przykrywkom, które pieniądze sprzeniewierzały, to znaczy żywności nie dostarczały. Przerzut towarów w ramach tego handlu wymiennego odbywał się przede wszystkim w petersburskim porcie. Putin podziękował jego dyrektorowi generalnemu Aleksandrowi Djukowi za „pomoc i wsparcie”. Właśnie tutaj zdobywał doświadczenie w zakresie dostaw ropy naftowej inny bliski znajomy Putina, Giennadij Timczenko, który w przyszłości dorobi się na handlu tym surowcem. Kiedy mianowicie Putin został prezydentem, cztery spośród pięciu największych rosyjskich przedsiębiorstw naftowych korzystały z usług firmy Timczenki Gunvor(inne języki) z siedzibą w Szwajcarii, co pozwoliło mu zbić majątek. Jak wynika z informacji upublicznionych przez Departament Skarbu Stanów Zjednoczonych, Putin jest akcjonariuszem Gunvoru, tylko że zapewne nie bezpośrednio, a za pośrednictwem swojego przyjaciela z dzieciństwa Piotra Kolbina, na którego są ponoć zapisane akcje głowy państwa.
6. Rozdział: „Jak Ljosza Miller przyjmował koperty z pieniędzmi”. Jak twierdzi były uczestnik opisanych procedur Maksim Frejdzon, w celu uzyskania licencji należało udać się do biura odpowiedniego urzędnika, czyli Putina. Ten na wstępie wygłaszał „ceremonialną mowę o wadze partnerstwa gospodarczego”, po czym zapisywał na karteczce wielkość żądanej łapówki, na przykład narzut wysokości 10 do 20 tysięcy dolarów do właściwej kwoty. Łapówki odbierał Aleksiej Miller, wówczas podwładny Putina, a obecnie prezes zarządu Gazpromu. W te interesy zamieszany miał być również Jurij Kowalczuk, dziś główny akcjonariusz i prezes założonego w Petersburgu Banku Rossija, który swoją karierę zawdzięcza po części Putinowi i przechowuje w podległym sobie banku jego pieniądze. Inni członkowie jego „gangu”, którzy dzielili między siebie pieniądze z łapówek wręczanych Millerowi to: Dmitrij Miedwiediew (były prezydent Federacji Rosyjskiej, wicepremier i premier Rosji), Aleksiej Miller (dziś Gazprom), Wiktor Zubkow (były premier, dziś Gazprom), Igor Sieczin (były wicepremier, dziś przewodniczący zarządu przedsiębiorstwa Rosnieft), Władimir Czurow (przewodniczący centralnej komisji wyborczej), Marina Walentinowna Jentalcewa (dyrektor protokołu dyplomatycznego), a także German Gref (prezes Sbierbanku Rossii), Aleksjej Kudrin (kierownik izby rozliczeniowej Sbierbanku), Dmitrij Kozak (były wicepremier, pracownik administracji prezydenta), Witalij Mutko (były zastępca prezydenta Petersburga i minister sportu). „Od ponad 30 lat są oni urzędnikami i dzierżą w swoich rękach władzę, a opowiadają nam ochoczo o tym, jak bardzo potępiają przeklęte lata '90. Są ucieleśnieniem całego tego zła, do jakiego doszło w tych latach '90”, mówi Nawalny.
7. Rozdział: „MOSKWA”. Putina należało zdaniem autorów filmu aresztować jeszcze w 1996 roku podczas jego pracy w urzędzie miasta w związku ze skandalami, śledztwami Dumy i doniesieniami o korupcji. Były zarządca nieruchomości Borysa Jelcyna Paweł Borodin oraz oligarcha Anatolij Czubajs ściągnęli Putina na Kreml i powierzyli mu najpierw funkcję zarządcy kremlowskiego majątku, a potem szefa organu nadzorczego za prezydentury Jelcyna.
8. Rozdział: „Listy Ludmiły Putiny”. Dowiadujemy się, że choć niewiele wiadomo o życiu prywatnym Putina z początku jego moskiewskiego okresu, to ciekawym źródłem informacji na ten temat okazała się korespondencja z lat 1996–1999 Ludmiły Putiny do znajomej z Hamburga Irene Pietsch, o której adresatka napisała książkę[6]. Z małżonkami powiązany był bankier i niegdysiejszy członek Stasi Matthias Warnig(inne języki), który w NRD pracował z Putinem, a potem przeniósł się do Petersburga i został dyrektorem tamtejszego oddziału Dresdner Bank i pokrywał koszty zagranicznych podróży Ludmiły i rezerwacji hotelowych rodziny Putinów. W 2021 roku Warnig zajmuje stanowisko w konsorcjum Nord Stream AG i jest członkiem zarządu takich koncernów, jak Rosnieft, Transnieft, Bank Rossiji, producenta aluminium Rusal(inne języki), Banku WTB i Swiss Gazprom.
9. Rozdział: „Jak Władimir Władimirowicz i Igor Iwanowicz się posprzeczali”. W tej części mowa o tym, jak Putin pogniewał się na Sieczina za to, że ten dostał w Moskwie większe mieszkanie służbowe: apartament Sieczina miał 317 m², a Putina – „zaledwie” 276 m². Ponadto Nawalny wykazuje, że opalony Putin, siedzący obok Siergieja Kirijenki i obejmujący stanowisko FSB, wcale nie przyleciał znad Bałtyku jak głosi oficjalna wersja, tylko wrócił z sześciotygodniowego urlopu w Cannes.
10. Rozdział: „Putin ratuje rodzinę Jelcyna”. Zdaniem autorów filmu Putin na nowoobjętym stanowisku kierownika FSB natychmiast zabrał się do wypełniania tych obowiązków, dla których faktycznie został powołany na to stanowisko, a mianowicie pomagania skorumpowanym urzędnikom w unikaniu konsekwencji prawnych ich machlojek. Kiedy prokurator generalny Jurij Skuratow zamierzał postawić rodzinę Jelcyna w stan oskarżenia w związku z podejrzeniami o kradzież i łapówkarstwo, FSB nadała w publicznej stacji telewizyjnej RTR Płanieta wideo domniemanego Skuratowa w towarzystwie dwóch kobiet. Ten odpierał zarzuty o niemoralny postępek. Jednak Putin i Jelcyn oficjalnie żądali jego ustąpienia z urzędu i Skuratow w końcu uległ, dzięki czemu rodzina Jelcyna „została uratowana”. W podziękowaniu za tę pomoc dwoje dzieci Jelcyna, córka Tatjana Jumaszewa, pełniąca ważną funkcję w sztabie doradczym ojca oraz syn Walentin Jumaszew wstawili się za tym, żeby mianować Putina na stanowisko premiera.
11. Rozdział: „PAŁAC”. „To nie dom na wsi, nie dacza ani rezydencja – to całe miasto czy raczej królestwo” z kontrolą dostępu, przejściami granicznymi i strażnikami, murem nie do pokonania, własnym portem, helipadem i strefą zakazu lotów („URP116“), to „państwo w państwie i jednym królem nazwiskiem Putin”. Pracownicy tego wydzielonego teren mają zakaz wnoszenia aparatów fotograficznych i kamer. Pałac jest tak położony i tak chroniony, że nie można go zobaczyć ani z morza, ani z lądu czy z powietrza. Łodzie muszą omijać brzeg na tym odcinku szerokim łukiem, zachowując od niego odległość jednej mili morskiej. Poza okazałym pałacem w stylu włoskim na 7800 hektarach znajdują się jeszcze: 300 hektarów winnic, winiarnie, arboretum, 80-metrowy most do herbaciarni w pawilonie ogrodowym o powierzchni 2500 m², tunel, prowadzący z klifu na brzeg, dwa lądowiska dla śmigłowców oraz, jak przypuszczają autorzy filmu, podziemne lodowisko do gry w hokeja na lodzie w ogromnym, sztucznym wzniesieniu nasypanym na miejscu trzeciego lądowiska, niedokończony amfiteatr i „niewyobrażalne luksusy”.
12. Rozdział: „Przelot nad pałacem Putina”. Gieorgij Ałburow i Wiaczesław Gimadi z organizacji (ros.) Фонд борьбы с коррупцией transkrypcja Fond bor’by s korrupcijej (pol. Fundacja Walki z Korupcją) opowiadają o tym, jak w końcu po kilku podejściach udało im się sfilmować rezydencję z przyległościami dronem wypuszczonym z pontonu. Od robotników dowiedzieli się ponadto, że pałac był już gotowy parę lat wcześniej, ale wyszły na jaw wady konstrukcyjne, takie jak pleśń, przeciekający dach, wadliwa klimatyzacja i wysoka wilgotność. W wyniku tych niedociągnięć podjęto decyzję o generalnym remoncie nowego przecież gmachu, co oznaczało dodatkowe wydatki wysokości miliardów rubli. Do tego w arboretum zasadzono drzewa nieprzystosowane do czarnomorskiego klimatu, co pociągnęło za sobą konieczność wybudowania oranżerii. O rośliny dba 40 ogrodników. Tereny otaczające pałac, 3,5 raza większe od najbliższego miasta Gelendżyk, zostały we wrześniu 2020 roku wydzierżawione FSB na 48 lat, jak głoszą oficjalne dokumenty w celu „prowadzenia na nim działalności badawczo-edukacyjnej”. Pierwotna oficjalna wersja o przeznaczeniu terenu głosiła, że ma na nim powstać całoroczny obóz sportowo-rekreacyjny dla dzieci, na co szef administracji prezydenta Władimir Koszin podpisał umowę budowlaną z firmą inwestycyjną Lirus. Jednak zamiast pomieszczeń na obóz dla młodzieży powstała dacza. Udziałowcami firmy Lirus byli: Kiriłł Szamałow, Dmitri Gorjełow i Siergiej Koliesnikow, który wysłał w grudniu 2010 roku list otwarty do ówczesnego prezydenta Miedwiediewa ze wszystkimi ukrywanymi szczegółami na temat budowy, domagając się ukrócenia korupcji Putina.
13. Rozdział: „Carskie zwyczaje Putina”
14. Rozdział: „Najdroższe wnętrza Rosji”
15. Rozdział: „Winnice”
16. Rozdział: „Bardzo drogie hobby prezydenta”
17. Rozdział: „Jeszcze droższe hobby prezydenta”
18. Rozdział: „'Obronna’ farma ostryg Putina”
19. Rozdział: „WŁAŚCICIELE”
20. Rozdział: „Skomplikowany schemat prostej kradzieży”
21. Rozdział: „Najhojniejszy wujek Rosji”
22. Rozdział: „SPONSORZY”
23. Rozdział: „Sugerujemy, czemu służy całe ten luksus”
24. Rozdział: „KOBIETY”
25. Rozdział: „Bardzo sekretna kochanka prezydenta”
26. Rozdział: „Nie tak sekretna kochanka prezydenta”
27. Rozdział: „Wnioski końcowe”

## Lokalizacje
Niemcy – Drezno:
- dawne miejsce zamieszkania Putina przy ulicy Radeberger Straße 101[7]
- dawny gmach KGB przy Angelikastraße 4[7]
- archiwum Stasi-Unterlagen-Archiv Dresden

Rosja – Kraj Krasnodarski:
- Przylądek Idokopas
- Gelendżyk
- Diwnomorskoje
- Krinica

Rosja – Petersburg:
- fikcyjna siedziba spółki akcyjnej Binom na obrzeżach miasta

## Bohaterowie
Wymienione zostają następujące osoby (wg kolejności w filmie):
Władimir Putin, Ludmiła Putina, Siergiej Czemiezow, Nikołaj Tokariew, Nikołaj Jegorow, Ilgam Ragimow, Wiktor Chmarin, Anatolij Sobczak, Ilja Traber, Gennadi Petrow, Aleksandr Djukow, Giennadij Timczenko, Piotr Kolbin, Maksim Frejdzon, Aleksiej Miller, Jurij Kowalczuk, Dmitrij Miedwiediew, Wiktor Zubkow, Igor Sieczin, Władimir Czurow, Marina Jentalcewa, German Gref, Aleksiej Kudrin, Dmitrij Kozak, Witalij Mutko, Borys Jelcyn, Anatolij Czubajs, Matthias Warnig, Siergiej Kirijenko, Jurij Skuratow, Tatjana Jumaszewa, Walentin Jumaszew, Georgij Alburow, Wjaczesław Gimadi, Kiriłł Szamałow, Dmitrij Gorjełow, Siergiej Koliesnikow

## Tło
- Transparency International: w 2019 roku Rosja zajmowała 137. miejsce we wskaźniku percepcji korupcji

## Odbiór

### Reakcje ze świata polityki
- Rzecznik prasowy Putina Dmitrij Pieskow oświadczył, że nic mu nie wiadomo o filmie i zaprezentowanych w nim wynikach śledztwa, zarzuty uznał za „przebrzmiałe i nieprawdziwe, [gdyż] już wiele lat wcześniej zostało wyjaśnione, że Putin nie ma pałacu Gelendżyku”. Za głupotę uznał informację, jakoby ktoś miał się gdzieś bać z powodu opublikowania filmu i w nawiązaniu do Nawalnego wezwania do demonstracji 23 stycznia ostrzegł, że policja będzie reagować, jeżeli naruszony zostanie porządek publiczny[1][8][2][9].

- Opozycyjny polityk Ilja Jaszyn napisał na Twitterze, że pałac wygląda jak rezydencja barona narkotykowego w tropikach – „ale nie, przecież to tajemny pałac prezydenta Rosji”[10].

### Reakcje mediów
- „Nawet w moskiewskim więzieniu Nawalny stanowi zagrożenie dla Putina” pisze The Guardian[11].

- „Nawalny bije w bęben przeciw »carowi«”, w gazecie Der Spiegel[2].

## Szczegóły artystyczne

### Muzyka
W ścieżce dźwiękowej filmu autorzy wykorzystali muzykę pochodzącą z różnych epok i w różnych stylach, a mianowicie barokową, klasyczną, współczesną stylizację na muzykę barokową, neoklasyczną, techno oraz rosyjską muzykę estradową. Zgodnie ze stylistyką filmu (nawiązania do Ludwika XIV), dominuje muzyka barokowa bądź na taką stylizowana: w czołówce i tyłówce wykorzytano stylizowany na muzykę barokową utwór współczesnego angielskiego kompozytora, natomiast w przerwach między częściami powraca fragment z Vivaldiego.
| Czas              | Tytuł, wykonawca/kompozytor                                                                           |
| ----------------- | --- |
| 0:00:00 – 0:02:26 | „Baroque Harpsichord and Strings”, kompozytora Rafaela Kruxa                                          |
| 0:01:20 – 0:01:32 | „Journey”, Mario, Amity Cadet                                                                         |
| 0:02:46 – 0:03:17 | „Baroque harpsichord and strings”, kompozytora Rafaela Kruxa                                          |
| 0:03:38 – 0:03:43 | „Journey”; Mario, Amity Cadet (dalej 0:04:58-0:05:03, 0:05:15-0:05:19; 0:07:32 – 0:07:39)             |
| 0:08:06 – 0:08:12 | „Alleluja” z motetu „In furore iustissimae irae” (RV 626), kompozytora Antonio Vivaldiego             |
| 0:16:59 – 0:17:06 | –//–                                                                                                  |
| 0:25:50 – 0:25:57 | –//–                                                                                                  |
| 0:29:18 – 0:30:05 | „Sports Rock Beat”, Kascciliano (i 0:30:30 – 0:30:45)                                                 |
| 0:30:45 – 0:36:52 | (temat lotu nad rezydencją)                                                                           |
| 0:59:35 – 1:00:40 | (temat z dzwonkami)                                                                                   |
| 1:00:40 – 1:02:07 | (temat teatru i carskich uciech)                                                                      |
| 1:04:55 – 1:06:10 | (temat z klawesynem)                                                                                  |
| 1:05:22 – 1:05:30 | ros. „Императрица” (polska transkrypcja Impieratrica, pol. „Cesarzowa”); w wykonaniu Iriny Allegrowej |
| 1:06:37 – 1:06:43 | „Alleluia” z motetu „In furore iustissimae irae” (RV 626), kompozytor – Vivaldi                       |
| 1:06:43 – 1:08:48 | (temat klasyczny na orkiestrę)                                                                        |
| 1:15:25 – 1:17:00 | (temat lotu nad rezydencją)                                                                           |
| 1:19:58 – 1:20:04 | „Alleluia” z motetu „In furore iustissimae irae” (RV 626), kompozytor – Vivaldi                       |
| 1:31:26 – 1:31:33 | –//–                                                                                                  |
| 1:51:45 – 1:52:50 | „Baroque harpsichord and strings”; kompozytor – Rafael Krux                                           |

## Emisje
Nieco ponad rok od premiery filmu na YouTube został on pokazany w Telewizji Polskiej. W dniach 5 i 6 marca 2022 roku wyemitowała go TVP1, natomiast 11 marca został pokazany na kanale TVP2.